# Maria Deutsch
Maria Deutsch, auch Deutsch-Kramer, verheiratet Maria Kramer, Deckname Herminia Gonzáles, (geboren als Maria Herzmansky 22. Juni 1884 in Bad Vöslau, Österreich-Ungarn; gestorben 11. Juni 1973 in Wien) war eine österreichische Pädagogin und sozialdemokratische Politikerin.

## Leben
Maria Herzmansky war in erster Ehe mit Joseph Kramer verheiratet. Aus der Ehe stammt die Psychologin Hedwig Jahoda (1911–1961). Maria Deutsch war von 1923 bis 1945 in Österreich, Spanien und den USA die Lebensgefährtin des sozialdemokratischen Politikers Julius Deutsch (1884–1968).
Maria Herzmansky studierte einige Semester Philosophie an der Universität Wien und legte 1905 und 1906 die Lehrbefähigungsprüfungen für Volks- und Hauptschulen ab. Sie wurde Lehrerin in Wien und wirkte ab 1924 als Hauptschuldirektorin. Kramer wurde Mitglied der Sozialdemokratischen Arbeiterpartei Deutschösterreichs (SDAP) und war für sie von 1920 bis 1923 und 1932 bis 1934 Gemeinderätin in Wien.
Maria Deutsch arbeitete zwischen November 1931 und Mai 1932 an der Marienthal-Studie mit. Nach den Februarkämpfen floh sie im Februar 1934 in die Tschechoslowakei und wurde nach ihrer Rückkehr im Juli 1934 kurzzeitig verhaftet, als Schuldirektorin zwangspensioniert und aus Österreich ausgewiesen. Im März 1935 kehrte sie nach Wien zurück und wirkte in der sozialdemokratischen Untergrundbewegung als Kurierin zwischen Wien und der nach Brünn geflohenen Parteiführung. Ab Dezember 1936 bis Januar 1938 hielt sie sich unter dem Decknamen »Herminia Gonzáles« mit ihrem Lebensgefährten Julius Deutsch, der General der Interbrigaden im Spanischen Bürgerkrieg war, in Spanien auf. In Wien wurde sie im März 1938 nach dem Anschluss Österreichs verhaftet und erst nach Intervention britischer sozialistischer Politiker im November 1938 freigelassen.
Im Mai 1939 flüchtete Maria Deutsch nach London und ging im Juli 1939 nach Paris, wo sie mit Julius Deutsch an den Verhandlungen über die Bildung einer österreichischen Exilregierung teilnahm. Nach der deutschen Eroberung Frankreichs ging sie im Juni 1940 wieder nach London und von dort in die USA. Deutsch arbeitete bei der »Free World Association« in New York mit und war 1942 Mitgründerin der Hilfsorganisation »Associated Austrian Relief«. Sie trat als Radiosprecherin in Kriegsprograndasendungen nach Österreich und Deutschland auf und arbeitete wahrscheinlich für das Office of War Information.
Deutsch kehrte im Mai 1946 nach Wien zurück und wurde Mitglied der Sozialistischen Partei Österreichs (SPÖ). Sie arbeitete bis zu ihrer Pensionierung 1948 wieder als Hauptschuldirektorin und war Vorsitzende einer Kommission des Wiener Stadtschulrats zur Entnazifizierung von Lehrern. Sie wurde 1958 noch zur Oberschulrätin i. R. ernannt.